# Lisa Kearney
Lisa Kearney (ur. 27 maja 1989) – irlandzka judoczka. Olimpijka z Londynu 2012, gdzie zajęła dziewiąte miejsce w wadze ekstralekkiej.
Uczestniczka mistrzostw świata w 2007, 2011 i 2014. Startowała w Pucharze Świata w latach 2006, 2007, 2009-2014. Brązowa medalistka igrzysk wspólnoty narodów w 2014. Triumfatorka mistrzostwa wspólnoty narodów w 2006 roku.

## Letnie Igrzyska Olimpijskie 2012
| Konkurencja | Eliminacje        | Klas. końcowa |
| Konkurencja | Przeciwnik I      | Miejsce       |
| ----------- | ----------------- | ------------- |
| 48 kg       | Wu Shugen (CHN) P | 9.            |